# الحديث عن الشيطان
الحديث عن الشيطان (بالإنجليزية: Speak of the devil)‏ عبارة إنجليزية تستخدم عندما يحضر موضوع المناقشة بشكل غير متوقع أثناء الحديث أو عندما يصل الشخص الذي تحدثوا عنه للتو.